# Guglielmo d'Alvernia (vescovo)
Guglielmo d'Alvernia (Aurillac, 1180 – Parigi, 1249) è stato un teologo francese, confessore e consigliere di San Luigi.

## Biografia
Guglielmo era figlio di Astorg V, signore di Conros e di Marie de Bénavent-Rodez, e fu lo zio del trovatore Astorg VII d'Aurillac.
Fu canonico della cattedrale di Notre-Dame di Parigi nel 1223 e professore di teologia nel 1225. Il papa Onorio III gli affidò diverse importanti incarichi.
Fondò il convento delle "Filles-Dieu" a Parigi nel 1226 per «retirer des pécheresses qui, pendant toute leur vie, avaient abusé de leur corps et à la fin estoient en mendicité (offrire un ritiro a delle peccatrici che durante tutta la loro vita avevano abusato del loro corpo e alla fine si erano ridotte a mendicare»
.
Alla morte del vescovo di Parigi Barthélémy nel 1227, Guglielmo contesta l'elezione del successore che egli giudica contraria al diritto canonico e fa appello alla Santa Sede che nella persona del papa Gregorio IX annulla l'elezione e designa come successore Guglielmo che lo stesso pontefice consacra vescovo di Parigi il 10 aprile del 1228. All'inizio del suo episcopato Guglielmo deve gestire numerosi scontri con i professori dell'Università, con i canonici e i pubblici ufficiali reali. In seguito con il pieno accordo del re San Luigi governa efficacemente sino al 1249 la sua diocesi affidando la direzione del monastero di Port-Royal nel 1236 a Thibaut de Marly - futuro santo -, sostenendo gli ordini mendicanti e battendosi contro il cumulo dei benefici ecclesiastici stabilendo che non si potesse averne più di uno se quello che si possedeva bastasse per una vita dignitosa. Partecipò a Parigi come teologo nel 1241 al cosiddetto "Processo del Talmud".
Come vescovo di Parigi Guglielmo era un forte sostenitore dell'università con cui tuttavia non mancarono contrasti e polemiche. A seguito di uno scontro con le guardie reali che aveva causato l'uccisione di diversi studenti il personale universitario si rivolse a Guglielmo per essere difeso. La sua dichiarata volontà di non intervenire poiché sperava di interrompere la deriva aristotelica che si stava diffondendo nell'Università causò dal 1229 al 1231 uno sciopero universitario con molti professori di primo piano e di studenti che si trasferirono in altre città dove poi fondarono nuove scuole e università. Per sedare le proteste del personale accademico in sciopero Guglielmo decise di nominare il frate domenicano Rolando da Cremona alla cattedra di teologia, iniziando così una lunga e illustre tradizione in cui domenicani e francescani insegnarono nelle università.
Lo sciopero si concluse con la mediazione di papa Gregorio IX con una lettera del 13 aprile 1231 dove si ribadivano le libertà civili del corpo universitario ma si confermava la proibizione emanata nel 1210 di riferirsi agli scritti di Aristotele ma solo finché non fossero rivisti e corretti e a questo scopo si nomina una commissione con la partecipazione di Guglielmo all'opera di epurazione.

## Pensiero

Opere

Guglielmo si servì delle nuove traduzioni delle opere aristoteliche avvenute in quel periodo e soprattutto di quelle di Avicenna per dare un'interpretazione in senso aristotelico della dottrina di Sant'Agostino facilitato in questo suo progetto dai commentari arabi che leggevano Aristotele in chiave neoplatonica. Quando sussistesse una contraddizione tra la dottrina aristotelica e il pensiero di Agostino egli si schierava con quest'ultimo evidenziando gli errori sia della filosofia araba sia quelli delle dottrine ereticali degli Albigesi e dei valdesi.
In particolare Guglielmo rifiutò l'ilemorfismo di Avicebron e concepì in Dio la compresenza di essere e essenza; seguendo Avicenna tentò di accordare la concezione aristotelica dell'anima come forma di un corpo che ha la vita in potenza (entelechia) con quella di Agostino concependo l'anima come un'essenza spirituale che può esistere anche separata dal corpo ma che acquista realtà come creazione divina nell'atto con cui viene unita al corpo.

## Opere
- Magisterium divinale (che comprende i capitoli: De primo principio, De universo creaturarum, De anima, Cur Deus homo, De fide et legibus, De sacramentis, De virtutibus et moribus);
- De immortalitate animae;
- Tractatus de bono et malo;
- De Poenitentia;
- De collatione beneficiorum.

### Opere
- Guillaume d'Auvergne, Opera omnia, vol. 1, Orléans, Jean de La Caille, 1674.
- Guillaume d'Auvergne, Opera omnia, vol. 2, Orléans, Jean de La Caille, 1674.
- William of Auvergne. De Trinitate, nuova edizione del testo latino a cura di Bruno Switalski, Toronto, Pontifical Institute of Mediaeval Studies, 1976.

### Studi
- N. Valois, Guillaume d'Auvergne, Parigi 1880.
- M. Baumgartner, Die Erkenntnisslehre des Wilhelm von Auvergne, in Baeumker, Beiträge, II, i, Münster 1893.
- K. Ziesché, Die Sakramentenlehre des Wilhelm von Auvergne, Vienna 1911.
- J. Kramp, Des Wilhelm von Auvergne "Magisterium divinale", in Gregorianum, I (1920), pp. 538-584; II (1921), pp. 42-78, 174-187.
- F. Vernet, Dictionnaire de théologie catholique, VI, 1975.
- Uebererg-Geyer, Geschichte der patristischen und scholastischen Philosophie, Berlino 1928, p. 730.
- S. P. Marrone, William of Auvergne and Robert Grosseteste. New Ideas of Truth in the Early Thirteenth Century, Princeton University Press, 1983.
- R. J. Teske, Studies in the Philosophy of William of Auvergne, Bishop of Paris (1228-1249) Milwaukee, Marquette University Press, 2006.